# 백등산 포위전
백등산 포위전(白登山包圍戰) 또는 백등지위(白登之圍)는 기원전 200년에 현재의 산시성 대동 부근인 평성(平城) 부근의 백등산에서 전한과 흉노 사이에 발생한 군사 충돌이다. 백등산 전투(白登山戰鬪, 영어: Battle of Baideng)라고도 한다. 한고조는 흉노를 복속시키기 위해 그 영토를 침공했지만 묵돌 선우의 반격에 오히려 백등산(白登山)에 고립당했다. 고조는 7일간 버티다가 모사 진평의 계책으로 묵돌 선우의 왕비에게 뇌물을 주어 포위가 느슨해진 틈을 타 달아났다. 이후 한나라와 흉노는 형제 관계의 화친을 맺었다.

## 경과
서초왕 항우를 멸망시키고 중국을 재통일한 황제 유방(유방)은 흉노에 대비하기 위해 한왕 신을 대(代) 땅으로 파견했지만, 한왕 신은 흉노와의 평화를 주장했다. 이를 배신으로 간주하자 한왕 신은 흉노에 투항했고, 한왕의 군대가 더해진 흉노 4만 대군이 태원(太源)으로 쏟아져 들어왔다.
고조는 32만 군대를 거느리고 평성(平城)에서 흉노를 요격하였다. 하지만 고조의 본대는 약병으로 가장한 흉노의 위장 퇴각에 속아 진격하다가 고립되어 백등산에서 포위되었다. 이때 흉노군은 북방 군단은 흑마, 남방 군단은 적마, 서방 군단은 백마, 동방 군단은 흰 얼굴의 흑마에 타고 한군을 포위하고 있었다.
7일간 포위된 고조는 진평의 건의에 따라 묵돌 선우의 아내에게 뇌물을 주어 포위의 일각을 벌렸고, 그곳을 통해 포위를 벗어나 간신히 장안으로 도망칠 수 있었다. 이때 한군 병사들은 열 명에 세 명 꼴로 동상으로 손가락이 떨어져 나갔다.
이후 고조는 흉노에 공물을 주겠다는 조건으로 형제 관계의 화친을 맺었다. 이 관계는 한무제 때까지 이어졌다.

## 참고 자료
- 沢田勲著、『匈奴』、東方書店